# 풍연사
풍연기(馮延己, 《자치통감》·《송사》·육유의 《남당서》) 또는 풍연사(馮延巳, 《신오대사》·《십국춘추》) 또는 풍연이(馮延已, 마령의 《남당서》)(903년 ∼ 960년 6월 23일)는 중국 오대 십국 시대 십국 남당의 저명한 시인이자 정치인으로, 남당의 제2대 황제 이경(원종)의 대에 재상을 지냈다. 일명 풍연사(馮延嗣). 자는 정중(正中).

## 생애
광릉[廣陵, 지금의 장쑤성(江蘇省) 양저우시(揚州市)] 사람이다. 그의 부친 풍령군(馮令頵)은 남당에서 이부상서(吏部尙書)를 지낸 인물로 그 덕분에 풍연사는 관직에 오르기도 전인 20여 세 때 열조(烈祖) 이변(李昪, 888∼943)을 알현할 수 있었다.
열조 이변은 그를 보고 학식과 예술적인 재능이 많으며 말솜씨가 좋다고 칭찬했는데 이를 계기로 풍연사는 비서랑(秘書郞)이 되어 훗날 원종(元宗)이 된 이경(李璟)과 교유할 수 있었다. 풍연사는 이경보다 열 몇 살이 많았지만 이경이 오왕(吳王)을 거쳐 제왕(齊王)이 될 때까지 줄곧 그의 막부에서 장서기(掌書記)로 지내면서 함께 교유했다. 이경은 신분이나 나이, 정치적인 관계를 넘어서서 문학적으로 소통했던 그의 소중한 친구였다.
남당은 열조 이변의 문예 정책으로 인해 한희재, 손성, 강문울 등 여러 인사들이 모여들면서 오대십국 가운데 문화의 중심지로 거듭나게 된다. 이러한 분위기에서 성장한 이경 역시 독서를 좋아하고 시에 능했다 한다. 최고 통치 계급인 황제와 재상이 사를 짓고 즐기는 분위기는 사에 대한 인식을 높였을 뿐만 아니라 사의 창작을 활발하게 해 곧바로 사의 유행으로 이어졌다. 남당이 문학, 특히 사의 중심지로 부상하게 된 것은 이러한 두 사람의 문학적인 교유에 힘입은 바가 컸다고 할 수 있다.
정치적으로 풍연사는 재상을 네 차례나 지낼 정도로 득의한 생활을 했다. 그러나 그 실상을 자세히 들여다보면 그의 관직 생활이 그다지 순탄하지만은 않았음을 알 수 있다. 풍연사는 진각(陳覺, ?∼958), 송제구(宋齊丘, 887∼959) 등과 한 당(黨)을 이루었는데 이들은 손성, 강문울, 한희재 등의 무리와 끊임없이 반목하고 갈등했다. 따라서 풍연사가 재상을 여러 번 역임했다고 해도 그 재임 시기는 그다지 길지 않았고 재상으로 재임한 시기에도 끊임없이 그들의 견제를 받아야만 했다.
또한 남당이 강남(江南)의 경제적인 부를 기반으로 해 사회경제적으로는 부유하고 여유로웠지만 크게 보면 당송 교체기라는 혼란기에 처해 있었기 때문에 정치적으로는 불안하고 위태로웠다고 할 수 있다. 특히 오대십국(五代十國)이라는 명칭에서 알 수 있듯이 남당은 주변의 여러 나라들과 자주 영토 분쟁을 일으켰는데 이에 실패하면 그 책임을 지고 재상이 물러나야만 했다. 풍연사는 영토 분쟁에서 패배한 책임을 지고 세 차례나 재상직에서 물러났지만 번번이 다시 기용되는 강인한 면모를 보인다. 하지만 957년 주(周)나라 군대에게 강북(江北) 유역을 잃게 된 책임을 지고 태자소부(太子小傅)로 물러나서는 끝내 복귀하지 못하고 960년 58세의 나이로 생애를 마감하게 된다.
풍연사는 원종 이경과 후주 이욱이라는 두 황제의 지속적인 애정과 신뢰에도 불구하고 국내외에 걸쳐 있는 이러한 복잡하고 어려운 상황으로 인해 관직 생활 내내 막연한 불안감과 위기의식 속에 지낸 것으로 보인다. 몇몇 역사서에서 남당을 멸망으로 이끈 오귀(五鬼) 가운데 한 사람이라며 풍연사를 폄하하기도 하지만, 이는 역사를 기술하는 사관(史官)이 정치적으로 반목하던 반대파의 입장이나 권력투쟁의 승자인 송나라의 입장에 서서 서술했기 때문인 것으로 생각된다. 역사적으로 풍연사가 충신이든 간신이든 간에, 그의 사에는 임금에 대한 충성심과 시대에 대한 고민과 갈등이 진지하고 깊이 있게 반영되어 있다. 풍연사 사를 통해 역사서에서 다루지 않는, 한 인간으로서의 진정한 면모를 살펴보고 그에 대해 균형 잡힌 시선을 갖게 되기를 기대해 본다.

## 가계
- 아버지 : 풍령군(馮令頵, ? ~ ?) - 오나라에서 흡주 염철원(鹽鐵院) 판관을 지냈다. 최후에는 관직이 남당에서 이부상서에까지 이르렀다.
- 친어머니 : 미상
  - 본인 : 풍연사(馮延巳)
- 의붓어머니 : 미상
  - 동생 : 풍연로(馮延魯, ? ~ 970년대?) - 이복동생. 남당의 관료. 자는 숙문(叔文). 후에 풍밀(馮謐)로 개명